# Mścice
Mścice (do 1945 niem. Gudenhagen) – wieś w Polsce, położona w województwie zachodniopomorskim, w powiecie koszalińskim, w gminie Będzino, przy skrzyżowaniu drogi krajowej nr 11 z drogą wojewódzką nr 165 i na trasie linii kolejowej Koszalin–Goleniów (stacja kolejowa Mścice)
W miejscowości znajduje się kościół parafialny pw. św. Antoniego Padewskiego oraz jednostka Ochotniczej Straży Pożarnej włączona do krajowego systemu ratowniczo-gaśniczego. Połączenie z centrum Koszalina umożliwiają sezonowo autobusy komunikacji miejskiej.

## Integralne części wsi
| SIMC    | Nazwa      | Rodzaj |
| ------- | ---------- | ------ |
| 0302497 | Łubniki    | osada  |
| 0302505 | Przybyradz | osada  |

## Historia
Pierwsza wzmianka o osadzie pochodzi z 1524, korzystne położenie sprawiło, że w XIX wieku była to wieś duża i zasobna. Pod koniec XIX w. powstał zespół dworsko-parkowy z dworem z 1918, wśród budynków gospodarczych zachował się najstarszy z 1918. Do końca września 1938 roku do miejscowości docierał tramwaj regionalny. W 1945 roku stacjonował tu 5 Dywizjon Artylerii Przeciwpancernej.
W miejscowości działało Państwowe Gospodarstwo Rolne – „Państwowy Ośrodek Hodowli Zarodowej Mścice” i Zakłady Naprawcze Mechanizacji Rolnictwa.
W latach 1954–1972 wieś należała i była siedzibą władz gromady Mścice. W latach 1975–1998 wieś należała do woj. koszalińskiego.
1 stycznia 1989 0,32 ha wsi włączono do Koszalina.
W marcu 2017 otwarto we wsi samorządowy żłobek dla dzieci. Wieś jest siedzibą Zespołu Szkół im. Ludzi Morza oraz Przedszkola Samorządowego „Promyki Bałtyku”.